# Paul Hamilton Hayne

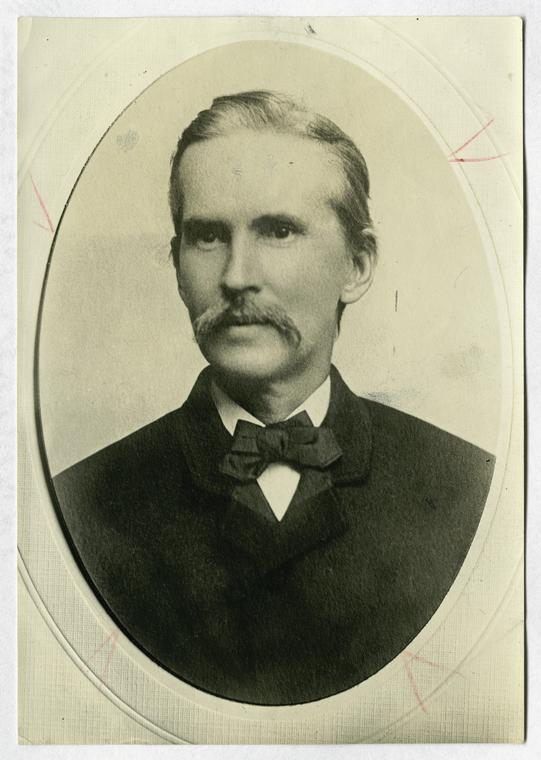
Paul Hamilton Hayne

Paul Hamilton Hayne (* 1. Januar 1831 in Charleston (South Carolina); † 6. Juli 1886 in Grovetown (Georgia)) war amerikanischer Dichter.
Hayne studierte Jurisprudenz, warf sich aber späterhin auf die Journalistik. 1855 ließ er ein Bändchen Gedichte erscheinen, und bald darauf folgte sein Werk Avolio, a legend of the island of Cos.
Nach dem Bürgerkrieg, an dem er nur kurze Zeit als Mitglied des Stabes des Gouverneurs Pickens von South Carolina teilnahm, veröffentlichte er eine Ausgabe der Gedichte seines südlichen Gesinnungsgenossen Henry Timrod und gab dann zwei weitere Sammlungen seiner Poesien: Legends and lyrics (1872) und Mountain of lovers, with poems of nature and tradition (1876), heraus. Letzterer behandelte er hauptsächlich Sagenstoffe aus dem europäischen Mittelalter. Haynes zahlreiche Kriegslieder finden sich in Masons Sammelwerk The southern poems of the war (Baltimore 1869). Eine Ausgabe seiner Complete poems erschien 1883.

### Werke
- Poems of Paul Hamilton Hayne. Complete ed. Boston, Mass.: D. Lothrop, 1882. Mikrofilm-Ausgabe Ann Arbor, Michigan.
- Daniel M. MacKeithan (Hrsg.): A collection of Hayne letters. Westport, Conn.: Greenwood Press, 1970.